# One America Plaza
One America Plaza (произносится Уан Америка Плаза) — офисный небоскрёб высотой 152,4 метра в городе Сан-Диего, штат Калифорния, США. Является самым высоким зданием города (с 1991 года по настоящее время), превышая комплекс Башни Симфония на 30 сантиметров и гостиницу Manchester Grand Hyatt Hotel на один метр. Среди самых высоких зданий штата занимает 40-е место.

## История, описание
Строительство небоскрёба было завершено в 1991 году. В 2006 году здание за 300 миллионов долларов купила компания Irvine Company, она владеет им по настоящее время.
Вершина здания напоминает конец отвёртки: очень похожее решение использовал этот же архитектор, Ян Хельмут, при строительстве небоскрёба Two Liberty Place в Филадельфии годом ранее. Высота здания равна точно 500 футам (152,4 метра) — это максимальная разрешённая высота для зданий Сан-Диего в связи с близостью к аэропорту.

Непосредственно на первом этаже здания расположена остановка трамвая.
Основные характеристики
- Высота: 152,4 м
- Этажей: 34
- Площадь внутренних помещений: 57 879 м²
- Архитектор: Ян Хельмут (бюро Murphy/Jahn Architects)
- Владелец: Irvine Company[англ.] (с 2006 года)